# Haaretz
Haʾaretz ⓘ (hebräisch הָאָרֶץ; auch haʾAretz und HaʾAretz, wörtlich: „Das Land“, gemeint ist Eretz Israel) ist eine israelische Tageszeitung. Sie erschien erstmals am 18. Juni 1919 in hebräischer Sprache, seit 1997 hat sie auch eine englische gedruckte Ausgabe und ist in beiden Sprachen online abrufbar. Die Zeitung gehört zur Haʾaretz-Gruppe, die zu 75 % im Besitz der israelischen Verlegerfamilie Schocken ist, mit 25 % ist der russische Geschäftsmann Leonid Newslin beteiligt. Seit 1990 ist Amos Schocken der Herausgeber von Haʾaretz, gegenwärtiger Chefredakteur ist Aluf Benn.
Haʾaretz gilt als kritische Instanz der israelischen Gesellschaft. Sie bezeichnet sich als „umfassend liberal“, was sich in einem säkularen Staatsverständnis, dem Eintreten für die Gründung eines Palästinenserstaates und einem weitgehenden Wirtschaftsliberalismus niederschlägt. Die Zeitung verfügt zudem über landesweites Renommee aufgrund ihrer anspruchsvollen Kommentierung des israelischen Kulturlebens und wird auch international als Leitmedium eingestuft.

## Geschichte
Die Zeitung ging aus der vom britischen Militär ab 1918 herausgegebenen Zeitung The Palestine News hervor, der ab Juni 1918 eine hebräische Beilage mit dem Namen Chadaschōt me-ha-ʾAretz ha-qdōschah (חֲדָשׁוֹת מֵהָאָרֶץ הַקְּדוֹשָׁה ‚Nachrichten aus dem Heiligen Land‘) beigefügt wurde. Diese richtete sich offiziell an die britischen jüdischen Soldaten im Sultanat Ägypten und Palästina, wurde jedoch auch von den Angehörigen des Jischuv, der jüdischen Bevölkerung Palästinas, gelesen. Im Jahre 1919 stellte die britische Regierung das Erscheinen des Blattes ein und bot die Veröffentlichungsrechte zum Kauf an. Unterstützt von der Zionistischen Weltorganisation, übernahm Isaac Leib Goldberg, ein führendes Mitglied des frühzionistischen Chibbat Zion aus Wilna, die Herausgabe der Zeitung, die nun täglich in Jerusalem erschien, erstmals am 18. Juni 1919. Einige Monate später wurde sie von Chadaschot ha-Aretz in Haʾaretz umbenannt.
Im Jahr 1922 wurde das Erscheinen eingestellt, nach kurzer Zeit jedoch von einer durch die Mitarbeiter gegründeten Genossenschaft mit zionistischer Unterstützung und von einer Berliner Familie gesponsert weitergeführt und nach Tel Aviv verlegt. 1933 wurde die Genossenschaft in eine Anteilsgesellschaft umgewandelt. 1937 kaufte Salman Schocken das Unternehmen, und sein Sohn Gershom Schocken wirkte von 1939 bis 1990 als Chefredakteur. Im November 2006 kaufte das Kölner Verlagshaus M. DuMont Schauberg 25 % des Aktienkapitals der Haʾaretz-Gruppe. Die Kapitalaufstockung wurde vornehmlich in die Ausweitung lokaler Wochenblätter und zum Ausbau des Internetgeschäfts investiert. 2011 wurde bekannt, dass der russisch-israelische Geschäftsmann Leonid Newslin 20 % an der Haʾaretz-Gruppe erworben hat, 15 % von der Schocken-Familie und 5 % von M. DuMont Schauberg. 2019 verkaufte DuMont seinen Anteil, seitdem sind 75 % im Besitz der Schocken-Familie und 25 % bei Newslin.
Im Jahr 2005 hatte die hebräische Ausgabe eine Auflage von 70.000, an Wochenenden von etwa 90.000 Exemplaren. Die Auflage der englischsprachigen Ausgabe betrug 12.000, an Wochenenden 20.000 Exemplare. Die Onlineausgaben lasen nach Angaben der Zeitung 2005 auf Hebräisch 700.000 und auf Englisch eine Million Nutzer monatlich.
Mit einem Marktanteil von zehn Prozent lag Haʾaretz im Jahr 2012 auf Platz vier der hebräischsprachigen israelischen Zeitungen hinter Jediʿot Acharonot, Maʿariv und Jisraʾel haJom. Der Leseranteil sank von 7,9 % im Jahr 2005 auf 3,9 % im Jahr 2016.
Chefredakteur ist Aluf Benn (Stand: 2022). Zu den Journalisten, die bei Haʾaretz tätig sind, gehören unter anderem Merov Arlosoroff, Noa Landau, Ravit Hecht, Alon Idan, Amos Schocken und Gideon Levy.

## Erscheinungsweise
Haʾaretz erscheint täglich außer samstags auf Hebräisch und seit 1997 auch auf Englisch. Die englische Ausgabe ist der International New York Times beigelegt und wird in Kooperation mit der New York Times verlegt. Die Zeitung hat eine Onlineausgabe in beiden Sprachen. Seit 2013 werden viele Inhalte nur mehr entgeltlich zur Verfügung gestellt, mit einer Registrierung kann man jedoch sechs Artikel im Monat gratis lesen. Die Anzahl der Leser nahm mit Einführung der Paywall um 15 % ab.
Im Gegensatz zu anderen israelischen Tageszeitungen wie Maʿariv und Jediʿot Acharonot, die in gestalterischer Hinsicht dem Boulevard-Journalismus näherstehen, legen die Herausgeber von Haʾaretz auf ein seriöses Erscheinungsbild ihres Blattes Wert. So druckt Haʾaretz längere Artikel, verwendet eine kleinere Schrift und präsentiert weniger Bilder.

## Politische Ausrichtung

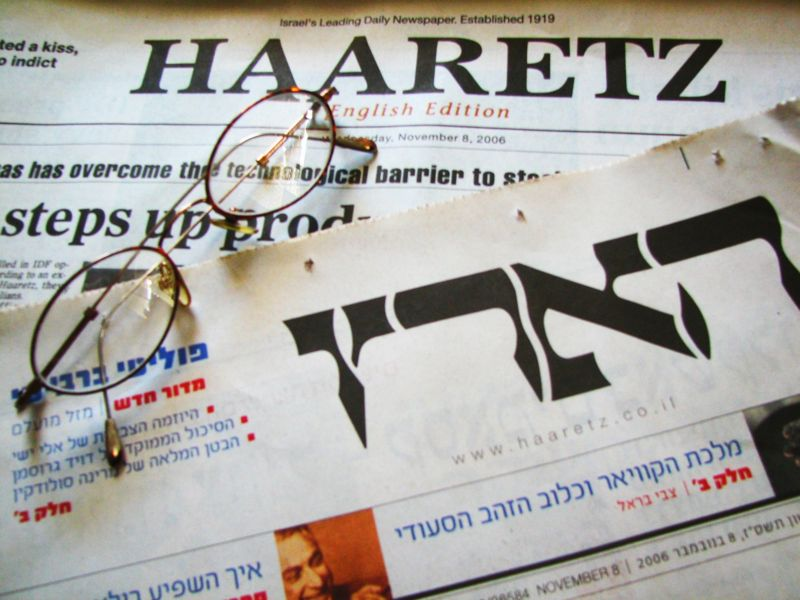
Haʾaretz: Hebräische und englische Druckausgabe, 2006

Haʾaretz wird in Israel als linke Zeitung wahrgenommen. Haʾaretz befürwortete die Oslo-Abkommen mit der PLO. Bei Themen, die den Konflikt mit den Palästinensern betreffen, vertritt Haʾaretz eine regierungskritische Haltung, stellt sich gegen die israelischen Siedlungen in den besetzten Gebieten und zeigt Verständnis für palästinensische Anliegen. Besonders in Artikeln von Amira Hass sowie Beiträgen von Gideon Levy wird dies deutlich.
Bei innerisraelischen Gesellschaftsdebatten nimmt Haʾaretz einen entschieden säkularen Standpunkt ein. Haʾaretz setzt sich für eine vollständige Trennung von Staat und Religion ein, bekämpft die Privilegien der Ultraorthodoxen und befürwortet die Schaffung einer Zivilehe.
Wirtschaftlich vertritt Haʾaretz hauptsächlich klassisch-liberale Prinzipien, ähnlich dem britischen The Economist.
Daneben veröffentlicht Haʾaretz oft und in großem Umfang Beiträge von Autoren aus einem sehr breiten politischen Spektrum. Die Bandbreite der Gastautoren reicht vom Likud-Hardliner Mosche Arens bis hin zu linken Exponenten der Friedensbewegung.

## Kritik
Am 23. Oktober 2012 wurde auf der Titelseite der Zeitung ein Artikel von Gideon Levy mit der Überschrift „Die meisten Israelis unterstützen das Apartheid-Regime in Israel“ veröffentlicht. Ein Faktencheck ergab, dass weder die Überschrift noch die Analyse von Levy von den tatsächlichen Daten der Umfrage gestützt wurden. Nach öffentlicher Kritik musste Haʾaretz eine Korrektur veröffentlichen. Amira Hass verursachte im April 2013 große Aufregung mit ihrer Behauptung, dass Steinewerfen „das Erbrecht und die Pflicht von jemandem, der einer Fremdherrschaft unterworfen ist“ (im Original: „throwing stones is the hereditary right and duty of someone under a foreign power“) sei, wenige Tage nachdem ein israelisches Mädchen infolge eines Steinwurfs schwer verletzt worden war.
Ein im April 2017 veröffentlichter Meinungsbeitrag der Zeitung, der die religiöse Rechte als „schlimmer als die Hisbollah“ bezeichnete, wurde durch Politiker aus dem gesamten Spektrum verurteilt.
Shmuʾel Rosner, der über ein Jahrzehnt lang als Chef der Nachrichtenabteilung, Feuilletonredakteur sowie Auslandskorrespondent für Haʾaretz tätig gewesen war, schrieb 2017 in der New York Times über den Wandel des Blattes, dass es ihm nunmehr vor allem darum ginge, „die Mehrheit der Israelis wütend zu machen, indem sie im Ausland absurde Thesen über ihr Land verbreitet“. Wesentliche Zielgruppe sei nicht länger die israelische Bevölkerung, sondern eine internationale Leserschaft.

## Sanktionen
Im Oktober 2024 sagte Haʾaretz-Herausgeber Amos Schocken bei einer Medienkonferenz in London:
Was sich jetzt in den besetzten Gebieten und in Teilen des Gazastreifens abspielt, ist in gewissem Sinne eine zweite Nakba … Ein palästinensischer Staat muss errichtet werden, und der einzige Weg, dies zu erreichen, besteht meiner Meinung nach in der Verhängung von Sanktionen gegen Israel, gegen die Führer, die sich dem widersetzen, und gegen die Siedler. Die Regierung Netanjahu hat kein Problem damit, der palästinensischen Bevölkerung ein grausames Apartheid-Regime aufzuzwingen. Sie ignoriert die Kosten beider Seiten für die Verteidigung der Siedlungen, während sie die palästinensischen Freiheitskämpfer bekämpft, die Israel als Terroristen bezeichnet.
Nach einem breiten Aufschrei in der israelischen Öffentlichkeit stellte Schocken klar, dass er mit „Freiheitskämpfern“ nicht die Hamas gemeint hatte, dass Terror nicht legitim sei, und dass die Hamas keine Freiheitskämpfer seien.
Der israelische Informationsminister Shlomo Karhi forderte dennoch einen Boykott von Haʾaretz seitens der Regierung. Bereits ein Jahr zuvor hatte Karhi einen Regierungsboykott gegen die Tageszeitung gefordert, der er „defätistische, falsche Propaganda“ vorwarf. Karhi forderte, dass die israelische Regierung keine Anzeigen in Haʾaretz mehr schalten solle und alle Abonnements für Staatsbedienstete kündigen solle, einschließlich jener in der Armee, der Polizei, der Gefängnisverwaltung, der Ministerien und der staatlichen Unternehmen.
Im November 2024 kündigte die israelische Regierung unter Netanjahu tatsächlich an, alle Verbindungen zu Haʾaretz abzubrechen. Das Kabinett billigte einstimmig einen Beschluss, keine Anzeigen und keine Ankündigungen von Regierungsausschreibungen in Haʾaretz mehr zu schalten. In dem Beschluss hieß es, die Regierung unterstütze zwar die Presse- und Meinungsfreiheit, werde aber „nicht akzeptieren, dass der Herausgeber einer offiziellen Zeitung dazu aufruft, Sanktionen gegen die Regierung zu verhängen und mitten in einem Krieg ihre Feinde unterstützt“. Daher werde sie „jegliche Werbung in der Zeitung Haʾaretz einstellen und fordert alle ihre Zweigstellen, Ministerien und Einrichtungen sowie alle von ihr finanzierten staatlichen Körperschaften und Einrichtungen auf, in keiner Form mit der Zeitung Haʾaretz in Kontakt zu treten und keine Veröffentlichungen in ihr zu schalten.“
Die israelische Journalistengewerkschaft verurteilte die Sanktionen als Angriff auf die Pressefreiheit.
Haʾaretz gab eine Erklärung heraus, in der es heißt:
Die opportunistische Erklärung, Haʾaretz zu boykottieren, die … ohne jegliche rechtliche Prüfung verabschiedet wurde, ist ein weiterer Schritt Netanjahus auf Weg zur Demontage der israelischen Demokratie. Wie seine Freunde Putin, Erdoğan und Orbán versucht auch Netanjahu, eine kritische, unabhängige Zeitung zum Schweigen zu bringen. Haʾaretz wird sich nicht beugen und wird sich nicht in ein Pamphlet verwandeln, das nur von der Regierung und von ihrem Führer gebilligte Nachrichten veröffentlicht.